# Morrinlahti
Morrinlahti är en sjö i kommunen Virdois i landskapet Birkaland i Finland. Arean är 34 hektar och strandlinjen är 4,42 kilometer lång. Sjön  ingår i Kumo älvs huvudavrinningsområde.   Den ligger omkring 78 kilometer norr om Tammerfors och omkring 230 kilometer norr om Helsingfors. 
Morrinlahti ligger väster om Kauhaselkä. 